# Pieter Kloppenburg
Pieter Cornelis "Piet" Kloppenburg (18 de setembro de 1896 — 21 de janeiro de 172) foi um ciclista holandês.
Competiu representando os Países Baixos na prova de estrada (individual e por equipes) nos Jogos Olímpicos de Verão de 1920 em Antuérpia, terminando na 33ª e 6ª posição, respectivamente.